# Сионска горница
Сионската горница е помещение на горен етаж на сграда в Ерусалим, където се счита, че се е състояла Тайната вечеря на Исус Христос и апостолите, Петдесетница и други важни събития за началото на Християнството.
Сградата е на 2 етажа и се намира в по-голям комплекс на върха на хълма Сион. Сградата може да се посети, но не се ползва за молитви и християнски обреди. Била е възстановена от францисканците през 1335 г., след това е ползвана за джамия и синагога.
След посещение на папа Йоан Павел II израелското правителство урежда връщането на собствеността на католическата църква в замяна на връщането на църква в Толедо, която е строена за синагога.